# East Todd (Dakota del Sur)
East Todd es un territorio no organizado ubicado en el condado de Todd en el estado estadounidense de Dakota del Sur. En el Censo de 2010 tenía una población de 2858 habitantes y una densidad poblacional de 1,52 personas por km².

## Geografía
East Todd se encuentra ubicado en las coordenadas 43°11′39″N 100°28′53″O / 43.19417, -100.48139. Según la Oficina del Censo de los Estados Unidos, East Todd tiene una superficie total de 1878.81 km², de la cual 1875.64 km² corresponden a tierra firme y (0.17%) 3.17 km² es agua.

## Demografía
Según el censo de 2010, había 2858 personas residiendo en East Todd. La densidad de población era de 1,52 hab./km². De los 2858 habitantes, East Todd estaba compuesto por el 17.77% blancos, el 0.21% eran afroamericanos, el 78.34% eran amerindios, el 0.56% eran asiáticos, el 0% eran isleños del Pacífico, el 0.24% eran de otras razas y el 2.87% pertenecían a dos o más razas. Del total de la población el 2.13% eran hispanos o latinos de cualquier raza.